# Tradescantia occidentalis
Tradescantia occidentalis är en himmelsblomsväxtart som först beskrevs av Nathaniel Lord Britton, och fick sitt nu gällande namn av Bernard Bryan Smyth. Tradescantia occidentalis ingår i släktet båtblommor, och familjen himmelsblomsväxter.

## Underarter
Arten delas in i följande underarter:
- T. o. melanthera
- T. o. occidentalis
- T. o. scopulorum

## Bildgalleri

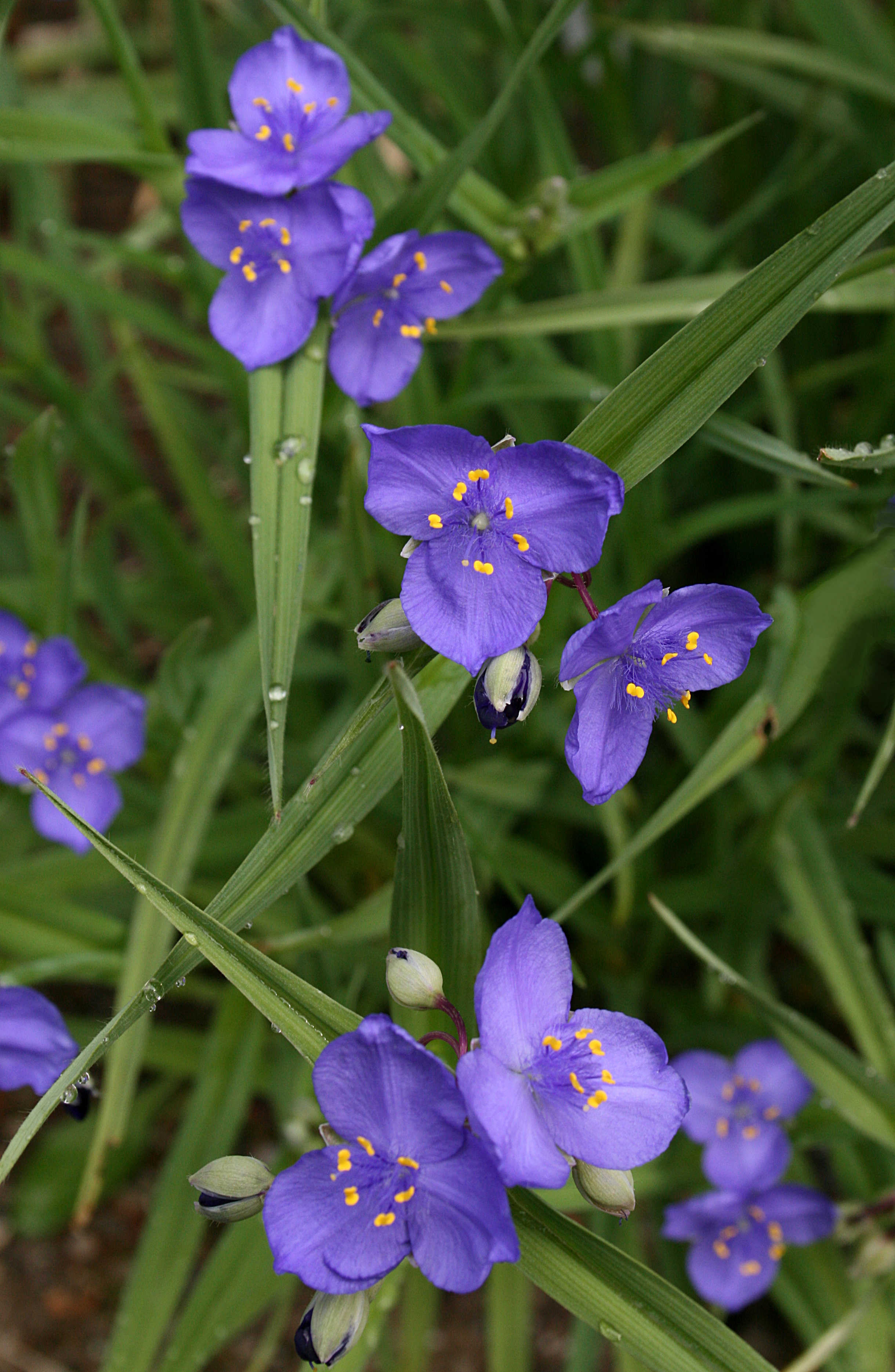